# Lucrèce (Parmigianino)
Pour les articles homonymes, voir Lucrèce (homonymie).
Lucrèce est une peinture à l'huile sur panneau du peintre italien Parmigianino réalisée en 1540, à l'origine dans la collection Farnèse et maintenant au musée de Capodimonte à Naples. Elle est considérée traditionnellement comme la dernière œuvre de l'artiste avant sa mort à trente-sept ans.

## Histoire
Ce tableau est généralement lié à « une toile de Lucrèce romaine, qui était presque divine et l'une des meilleures œuvres qui aient jamais été vues par sa main » mentionnée dans la Vie des artistes de Giorgio Vasari comme  la dernière œuvre de  Parmigianino. Cette mention est aujourd'hui généralement acceptée comme véridique et définitivement liée au tableau. Vasari ajoute qu'au moment de la rédaction de l'ouvrage « elle a été volée et personne ne sait où elle se trouve ».
Sa datation tardive est confirmée par ses similitudes avec  Les Trois Vierges sages et les Trois Vierges folles  dans la basilique Santa Maria della Steccata à Parme. Il existe plusieurs copies anciennes ou contemporaines, une dans la collection Doblyn à Dublin, une en Hongrie, une au musée des Offices et une qui est entrée sur le marché de l'art en 1986.
Une peinture de Lucrèce est enregistrée dans les collections du prince Ranuce Ier Farnèse à la fin du XVIe siècle, mais la description du palais ducal par Giacomo Barri en 1670, mentionne deux peintures de Lucrèce par Parmigianino, une dans la salle d'audience et une dans la Camera degli Amoretti. La seconde est aujourd'hui perdue mais il s'agissait d'une œuvre intégrale, probablement peinte pour Giovanni Antonio da Vezzani, enregistrée par Da Erba en 1572. Sa composition survit dans une estampe d'Enea Vico portant l'inscription « FV/FRAN. PAR/INVENTEUR », un dessin avec variantes attribué à Parmigianino (National Gallery of Art, b-25, 839).

## Attribution
Autrefois endommagée, l'œuvre napolitaine fut attribuée à Pellegrino Tibaldi par Martin Bodmer (1939), à Girolamo Mazzola Bedoli du fait des fonds froids de la carnation et du profil acéré du visage par Gustavo Frizzoni (1884), Ricci (1894), Testi (1908), De Rinaldis (1911), Sydney Joseph Freedberg (1950), Fagiolo dell'Arco (1970) et Mildstein (1978). Arturo Quintavalle (1948), Carlo Briganti (1945), Ferdinando Bologna (1946), Roberto Longhi (1958), Ghidiglia Quintavalle (1971) et Leone de Castris (1994) soutiennent qu'il s'agit d'une œuvre autographe de Parmigianino, tout comme Mario Di Giampaolo après sa restauration définitive (1997).
La froideur ivoire du teint et l'élégance abstraite du profil, avec la lèvre supérieure légèrement saillante, démontrent une très haute qualité qui n'a jamais été atteinte par Bedoli ; par ailleurs, un dessin préparatoire de la broche avec le camée de Diane (Galerie nationale de Parme, inv. 510/19), certainement de Parmigianino, est désormais considéré comme un élément probant pour l'attribution.

## Sujet
Parmigianino dépeint le point marquant de l'épisode raconté par Tite-Live, lorsque Lucrèce se suicide en s'enfonçant un poignard dans le cœur : ses lèvres sont ouvertes dans un denier souffle et ses joues sont injectées de sang. Il choisit de représenter le destin tragique d'une femme obligée de choisir entre son honneur et sa vie. Cet épisode déclenche une révolte qui mène à la chute de la Royauté romaine et à l'avènement de la République romaine.

## Description et style
Lucrèce est représentée en demi-hauteur avec le buste de trois quarts à gauche et la tête de profil, relevée vers le ciel lors du geste final : avec un sein découvert par la tunique blanche soutenue par une bandoulière dorée et par le camée de Diane (symbole de chasteté), elle a enfoncé le poignard dans sa chair, pour oublier avec la mort la honte subie et la violence qui lui ont été faites.
Le profil de la jeune fille est très pur, rappelant les temps classiques, avec une chair compacte et translucide comme de la porcelaine, teintée d'effets visuels réalistes, comme la rougeur du menton, de la joue et de l'oreille. La coiffure est extrêmement raffinée, avec des tresses enroulées au niveau de la nuque, ornées de rubans, de fils dorés et de colliers de perles, de différentes nuances chromatiques.
Comme chez d'autres peintres de l'époque, le geste de Lucrèce, aussi ferme que soit la main qui tient le poignard orné, ne correspond à aucune sensation dramatique de douleur ; elle se dirige vers son destin avec un calme rituel, comme s'il s'agissait d'une actrice qui joue un rôle. Cela rend l’image plus abstraite et sublime, atténuant également ses composantes érotiques évidentes.
Les tissus irisés, les formes allongées et les représentations délicates de la beauté féminines, caractéristiques de Parmigianino, seront repris par ses disciples à Parme, dont Bedoli, Bertoja et Michelango Anselmi, dont les œuvres témoignent de la place que l'artiste occupa au XVIe siècle et dans les collections européennes de l'époque moderne.

## Exposition
Cette peinture est exposée dans le cadre de l'exposition Naples à Paris. Le Louvre invite le musée de Capodimonte au musée du Louvre du 7 juin 2023 au 8 janvier 2024.